# Chrysobothris peninsularis
Chrysobothris peninsularis es una especie de escarabajo del género Chrysobothris, familia Buprestidae. Fue descrita científicamente por Schaeffer en 1904.
Mide 11.25 mm.
Se encuentra en San Felipe, Baja California Sur y México.

## Subespecies
- Chrysobothris peninsularis peninsularis Schaeffer, 1904
- Chrysobothris peninsularis sinaloae Van Dyke, 1951